# Edius
Edius ist ein kommerzielles nonlineares Videoschnittprogramm des Elektronikunternehmens Grass Valley (Francisco Partners), das im Jahr 2002 aus dem Schnittprogramm RexEdit bzw. StormEdit der Canopus Corporation weiterentwickelt wurde.
Eine der besonderen Stärken des Programmes besteht darin, dass es nahezu alle standard- (SD) und hochauflösenden (HD) Videoformate wie beispielsweise Sony XDCAM, Panasonic P2, Ikegami GF, Canon XF, Canon EOS, AVCHD, AVCHD 3D etc. nativ verarbeiten und in Echtzeit (RT) von der Timeline wiedergeben kann. Die Software ist u. a. auch für das Zusammenspiel mit umfangreicher Videoschnitt-Hardware wie beispielsweise des Herstellers für Broadcast- und Übertragungstechnik Grass Valley konzipiert. So ist z. B. mittels Plug-ins die Einbindung in das K2-Server-System zum Dateiaustausch mit dem Industriestandard Avid und Final Cut möglich. Zudem bringt Edius mit Canopus HQ, Canopus HQX und Canopus Lossless auch intermediate Codecs in Broadcastqualität mit.
In Edius lassen sich unbegrenzt viele Video- und Audiospuren erstellen, und zudem stellt das Mischen unterschiedlichsten Materials in der Timeline – egal welcher Auflösung und Bildrate – kein Problem dar.
Drei-Wege-Farbkorrektur und Compositingfilter in Echtzeit bei gleichzeitiger Kontrolle durch Waveformmonitor oder Vektorskop, frei wählbare Auflösung bis 8K, 10-bit- und Multicam-Unterstützung, Loudness-Meter sowie zahlreiche professionelle Ausgabeformate (z. B. MXF, DVCPro, GXF, QuickTime, XDCAM, MPEG-2, AVCHD etc.) bis hin zum Erstellen von Blu-ray-Discs oder Rückschreiben auf AVCHD-Camcorder stellen nur einige der Eigenschaften von Edius dar.
Edius wird in zwei Versionen angeboten: Pro und Workgroup.
Seit Version 8 wird der GV-Browser durch das neue Produkt MYNC ersetzt.
Im Juni 2007 brachte Grass Valley auch eine Light-Version mit einem um einige Funktionen verminderten Umfang namens Edius Neo auf den Markt. Die letzte Version (Stand September 2012) ist hier Edius Neo 3.5, seitdem wird sie nicht mehr weiterentwickelt.

## Plug-ins/Bundles
Die proDAD Plugins Vitascene und Mercalli-Stabilisierung werden mit Edius 5 und 6 gebündelt. Zudem gibt es viele kostenpflichtige Erweiterungen bzw. Plugins, hierzu gehören zum Beispiel VisTitle (Titler), Heroglyph Titler (Titler), ISP Robuskey (Chroma Keyer), Neat Video (Video Entrauscher), Voxengo Voxformer (VST), Acon Restoration (VST).

## Alternativen
- Avid
- Final Cut Pro
- Adobe Premiere
- Vegas Pro von Magix
- Lightworks
- Cinelerra-GG Infinity (Linux, open source)